# Nematocladia tesserata
Nematocladia tesserata là một loài Rêu trong họ Myriniaceae. Loài này được W.R. Buck mô tả khoa học đầu tiên năm 1982.